# Dryopteris cinnamomea
Dryopteris cinnamomea là một loài thực vật có mạch trong họ Dryopteridaceae. Loài này được (Cav.) C. Chr. miêu tả khoa học lần đầu tiên vào năm 1911.